# モモのお宅の王子さま
『モモのお宅の王子さま』（モモのおたくのおうじさま、原題：愛就宅一起）は台湾のテレビドラマ。2009年2月15日から2009年5月3日まで台湾の中国電視公司で放送された。
日本では2010年1月15日から2010年5月28日までテレビ埼玉で放送された。全20話（台湾放映時は全12話）。
楊丞琳（レイニー・ヤン）と飛輪海の汪東城（ワン・ドンチェン）が共演。アニメのキャラクターに恋するオタクな女の子モモとナルシストで落ち目なアイドルMARSのコミカルなラブストーリー。

## エピソード・サブタイトル
全20話
| 各話   | サブタイトル               | 放送日        |
| ------ | -------------------------- | ------------- |
| 第1話  | オタク王女とナルシスト王子 | 2010年1月15日 |
| 第2話  | 嫌いなら好きにさせてやる!  | 2010年1月22日 |
| 第3話  | MARSの賞味期限             | 2010年1月29日 |
| 第4話  | まさかの英語朗読劇         | 2010年2月5日  |
| 第5話  | アイツが気になるなんて!    | 2010年2月12日 |
| 第6話  | MARS自信喪失!?             | 2010年2月19日 |
| 第7話  | 初キスor人工呼吸?          | 2010年2月26日 |
| 第8話  | 私だけのスーパースター     | 2010年3月5日  |
| 第9話  | 思いやる二人の距離         | 2010年3月12日 |
| 第10話 | 美しい時間よ止まれ!        | 2010年3月19日 |
| 第11話 | 母のスパルタ大作戦         | 2010年3月26日 |
| 第12話 | 秘密基地に招待             | 2010年4月2日  |
| 第13話 | チアセンからの挑戦状       | 2010年4月9日  |
| 第14話 | 世界に向けたコラボ         | 2010年4月16日 |
| 第15話 | 最後のダンス               | 2010年4月23日 |
| 第16話 | MARSの再ブレイク           | 2010年4月30日 |
| 第17話 | もう一人じゃない           | 2010年5月7日  |
| 第18話 | 特別なプレゼント           | 2010年5月14日 |
| 第19話 | 事故から復帰への日々       | 2010年5月21日 |
| 第20話 | モモに捧げる歌             | 2010年5月28日 |

### キャスト
| 役名                                 | 俳優名                              | 役柄                                         |
| ------------------------------------ | ----------------------------------- | -------------------------------------------- |
| チェン・モモ（モモ） （陳默默）      | 楊丞琳 （レイニー・ヤン）           | オタクな女子大生                             |
| MARS、チュアン･チュンナン （莊俊男） | 汪東城 （ワン・ドンチェン、飛輪海） | 落ち目のアイドル、モモの同級生               |
| ウェイ・チアセン （魏加森）          | 胡宇崴 （ジョージ・フー）           | モモの幼なじみ                               |
| チェン・チュチュ （陳楚楚）          | LINDA                               | モモの姉                                     |
| クー・イーチー （柯一隻）            | 金勤 （キング・チン）               | MARSのアシスタント                           |
| BEN                                  | 王建隆 （スタンレー・ワン）         | MARSの後輩                                   |
| TONY                                 | 包偉銘 （バオ・ウェイミン）         | MARSの所属事務所のマネージャー               |
| ルオ・ササ （羅莎莎）                | 魏蔓 （マンディー・ウェイ）         | モモとMARSの同級生、MARSのファンクラブの会長 |

### スタッフ
- 監督 - 林子平（リン・ズーピン）
- プロデューサー - チェン・チーハン、ファン・チアルエ
- 脚本 - リン・シンホエ、チエン・チーファン

### 主題歌
オープニングテーマ
「Love You More & More/越來越愛』」
歌 - 飛輪海（フェイルンハイ）
エンディングテーマ
「The Love Of Silence/默默」
歌 - 飛輪海（フェイルンハイ）

### ソフトウェア

#### DVD
販売元：エスピーオー
- 「モモのお宅の王子さま DVD-BOX 1」（2010年6月2日）
- 「モモのお宅の王子さま DVD-BOX 2」（2010年7月2日）

### 日本国内放送局
| 放送地域   | 放送局                 | 放送期間                | 放送日時                     | 放送系列       |
| ---------- | ---------------------- | ----------------------- | ---------------------------- | -------------- |
| 中京広域圏 | 名古屋テレビ           | 2010年1月27日 - 6月9日  | 毎週水曜 25時59分 - 26時54分 | テレビ朝日系列 |
| 埼玉県     | テレビ埼玉             | 2010年1月15日 - 5月28日 | 毎週金曜 11時30分 - 12時24分 | 独立UHF局      |
| 京都府     | KBS京都                | 2010年1月25日 - 6月7日  | 毎週月曜 23時00分 - 23時55分 | 独立UHF局      |
| 神奈川県   | テレビ神奈川           | 2010年2月4日 - 6月17日  | 毎週木曜 22時00分 - 22時55分 | 独立UHF局      |
| 日本全域   | ホームドラマチャンネル | 2010年4月29日 - 9月9日  | 毎週木曜 25時15分 - 26時15分 | CS放送         |
| 日本全域   | BS日テレ               | 2011年1月13日 - 6月2日  | 毎週木曜 23時00分 - 23時54分 | BS放送         |